# Atletik under sommer-OL 2016 - 5000 meter løb (herrer)
Mændenes 5000 meter løb ved sommer-OL 2016 i Rio de Janeiro blev afholdt den 17. og 20. august på Olympic Stadium.